# Laufamholzer Forst

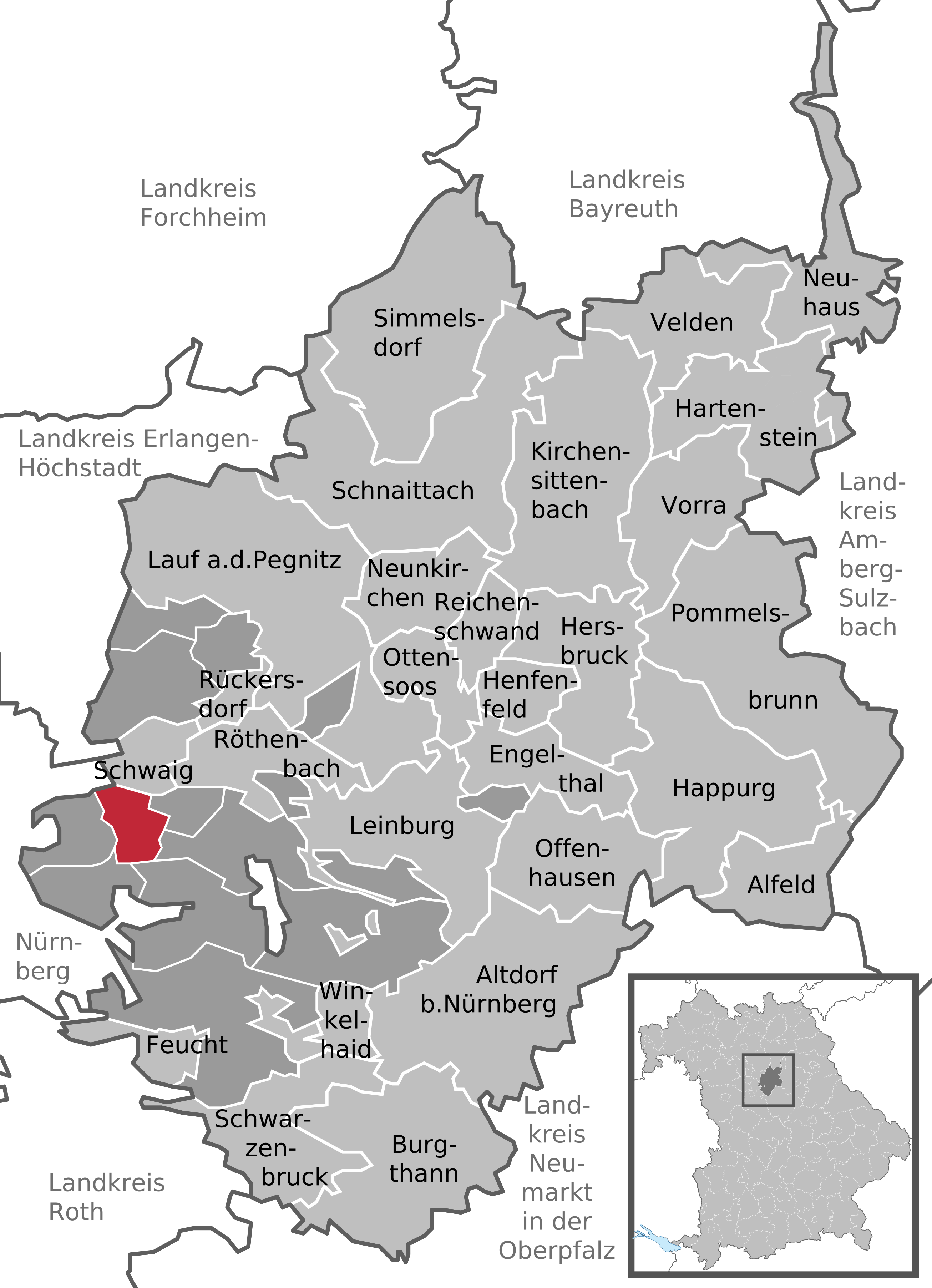
Lage des Laufamholzer Forsts im Landkreis Nürnberger Land

Laufamholzer Forst ist ein gemeindefreies Gebiet und eine Gemarkung im mittelfränkischen Landkreis Nürnberger Land.
Die Fläche vom gemeindefreien Gebiet beträgt 6,553 km² und ist mit der Fläche der Gemarkung deckungsgleich. Die Gemarkung ist in 59 Flurstücke aufgeteilt, die eine durchschnittliche Flurstücksfläche von 111075,88 m² haben.

## Lage
Der Staatsforst ist der südlich des Nürnberger Stadtteiles Laufamholz und des Ortes Schwaig gelegene Teil des Lorenzer Reichswaldes. Die Autobahn Bundesautobahn 3 bildet die nordöstliche, die Bahnstrecke Nürnberg–Schwandorf die nordwestliche Grenze. Der Hirschenkopf (49° 26′ 57,3″ N, 11° 11′ 59,89″ O) ist mit 380 m ü. NHN die höchste Erhebung in dem Gebiet. Ein Großteil ist Bestandteil des EU-Vogelschutzgebietes-Gebiets Nürnberger Reichswald.

## Gewässer
Das Gebiet wird im Norden vom Schneidersbach durchflossen.

## Geotop
Im Südwesten des Laufamholzer Forstes befindet sich der Schüsselstein (49° 26′ 18,13″ N, 11° 11′ 19,82″ O), ein großer Sandsteinmonolith in der Sandsteinkeuperregion Mittelfränkisches Becken. Im Fels befinden sich kleinere Höhlen sowie mehrere schüsselähnliche Vertiefungen. Der Name des Felsens kommt von seinen schüsselförmigen Vertiefungen, die nach Regen teilweise mit Wasser gefüllt sind. Der Fels ist als Geotop 574R005 und als Bodendenkmal ausgewiesen.

## Denkmäler

### Mordopfer 1. Juni 1945
An der Forststraße von Schwaig (Oberer Röthelweg) nach Brunn (Drei Hutbuchen) befindet sich ein im Jahre 1982 errichteter Gedenkstein (49° 27′ 1,36″ N, 11° 12′ 37,7″ O), der an neun Mordopfer des 1. Juni 1945 erinnert. Hier wurden nach Kriegsende des Zweiten Weltkrieges an der so genannten „Steinernen Bank“ neun Menschen im Alter von 6 bis 63 Jahren getötet. Das Schicksal der drei Männer, der fünf Frauen und des Kindes bleibt auch durch einen amerikanischen Tagesbericht, der im Nürnberger Staatsarchiv liegt, ungeklärt.

### Forstreviergrenzsteine
Um den Zustand der devastierten Wälder zu ermitteln, wurde 1840/41 im Nürnberger Reichswald eine Forsteinrichtung durchgeführt. In diesem Zusammenhang entstanden auch solche Forstreviergrenzsteine (Reviergrenzsäulen). Sie zeigen auf jeder Seite das damals angrenzende Revier. Darauf abgebildet sind Waldhämmer. Damit markierten die Förster jeden einzelnen Baum um Holzdiebstahl zu unterbinden.

#### Forstreviergrenzstein beim Schüsselstein
Westlich vom Schüsselstein unmittelbar an der Forststraße (49° 26′ 17,23″ N, 11° 11′ 13,88″ O) befindet sich dieser Forstreviergrenzstein. Hier sind Laufamholz, Brunn und Forsthof abgegrenzt. Der dreieckige Sandsteinpfeiler mit Nischenaufsatz ist vom Bayerischen Landesamt für Denkmalpflege als Baudenkmal (D-5-64-000-2245) ausgewiesen.

#### Forstreviergrenzstein Drei Hutbuchen
Nördlich von Schwaig bei den Drei Hutbuchen an einer Forststraßenkreuzung (49° 26′ 55,07″ N, 11° 12′ 43,96″ O) befindet sich dieser Forstreviergrenzstein. Hier sind Laufamholz, Brunn und Röthenbach abgegrenzt.

## Bildergalerie

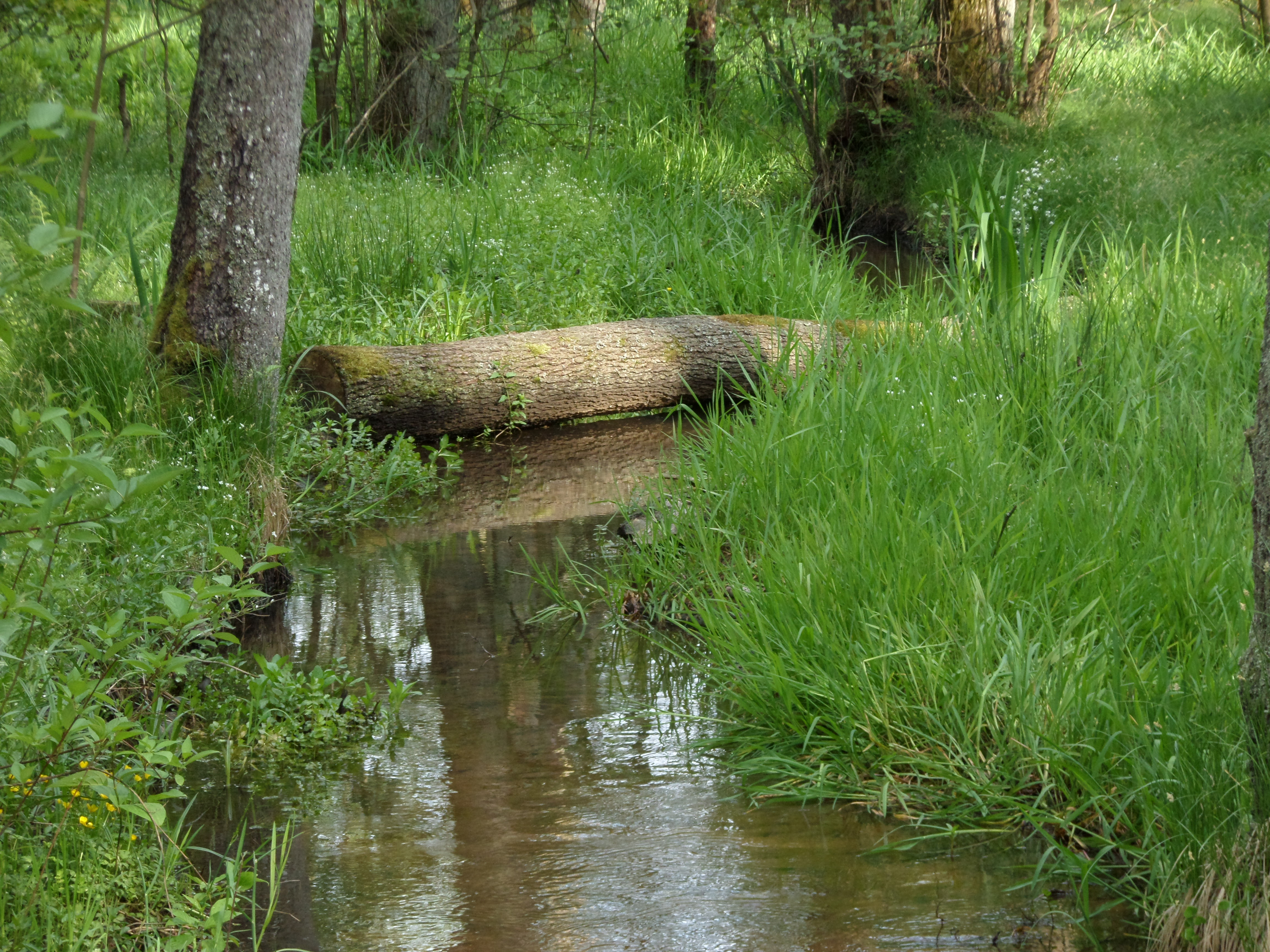
Der Schneidersbach
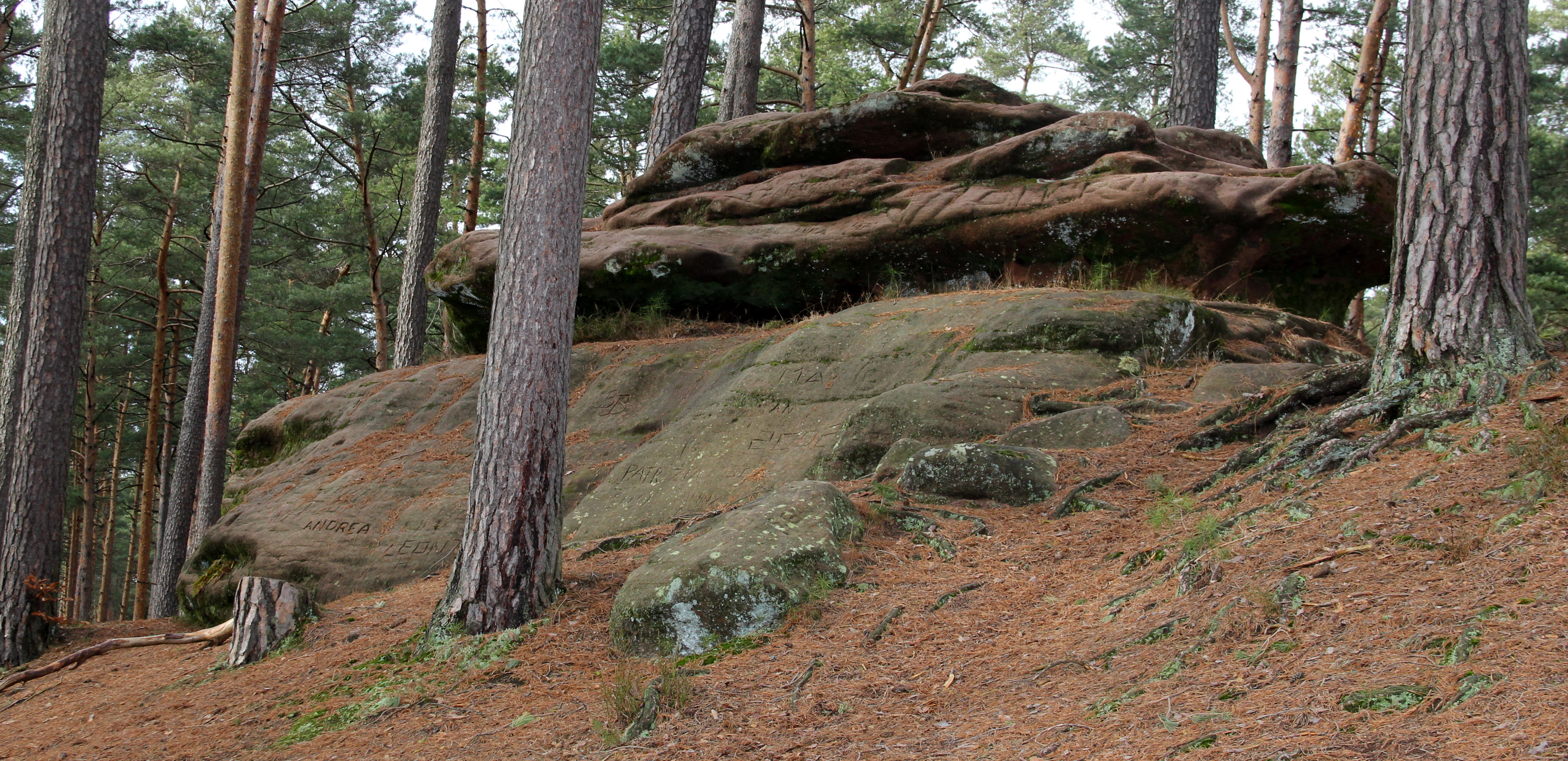
Der Schüsselstein
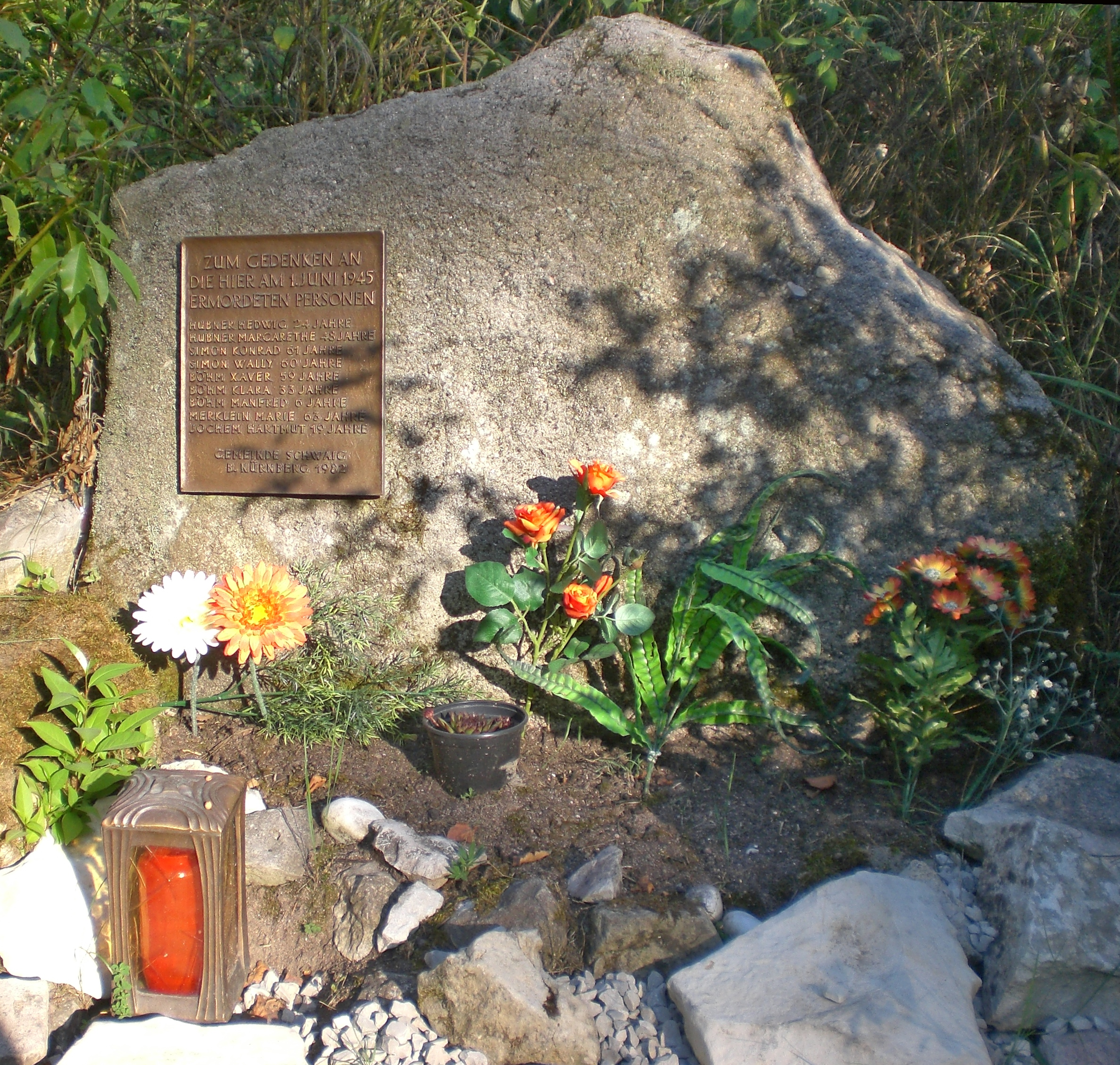
Gedenkstein zum Mord 1. Juni 1945
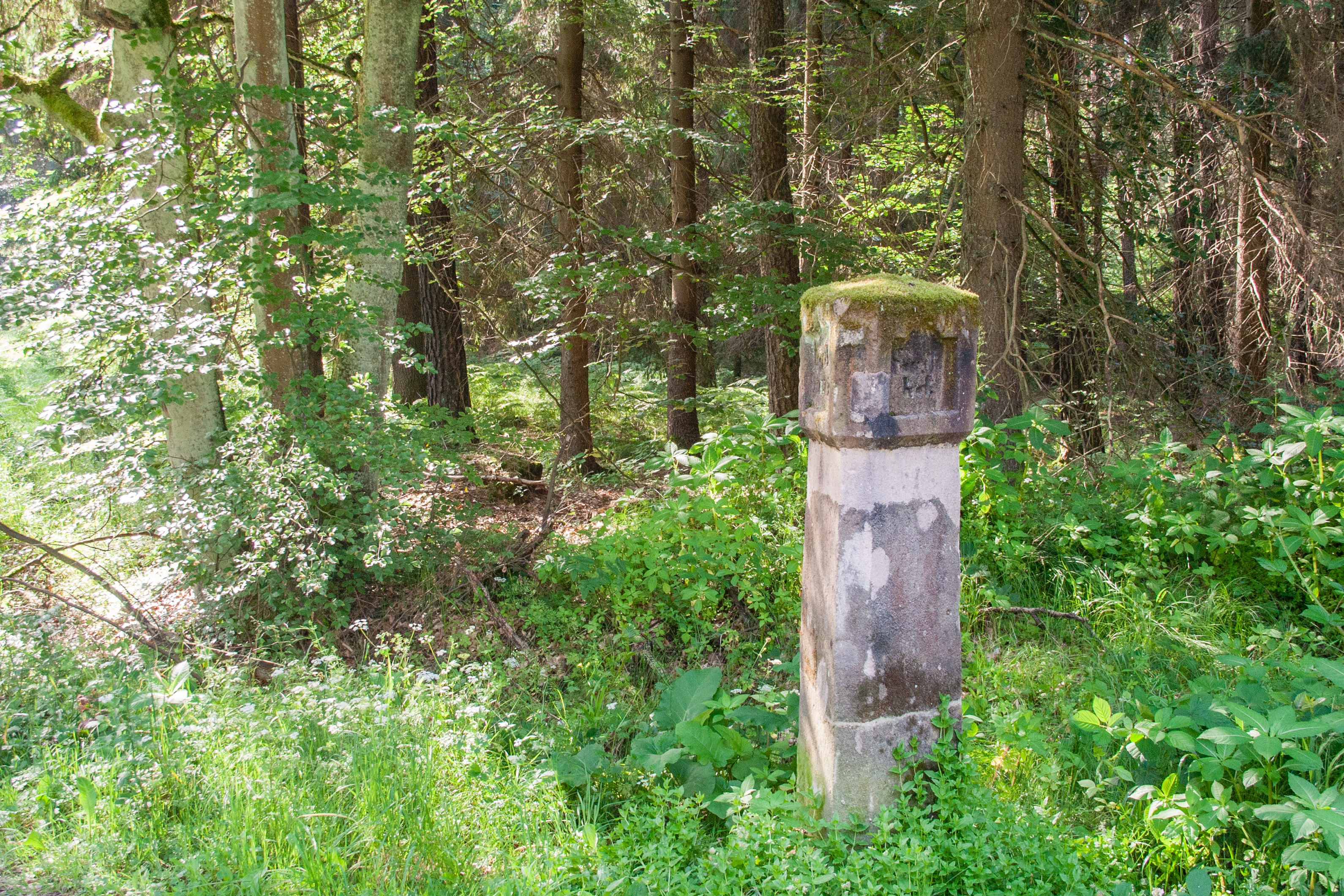
Forstreviergrenzstein beim Schüsselstein
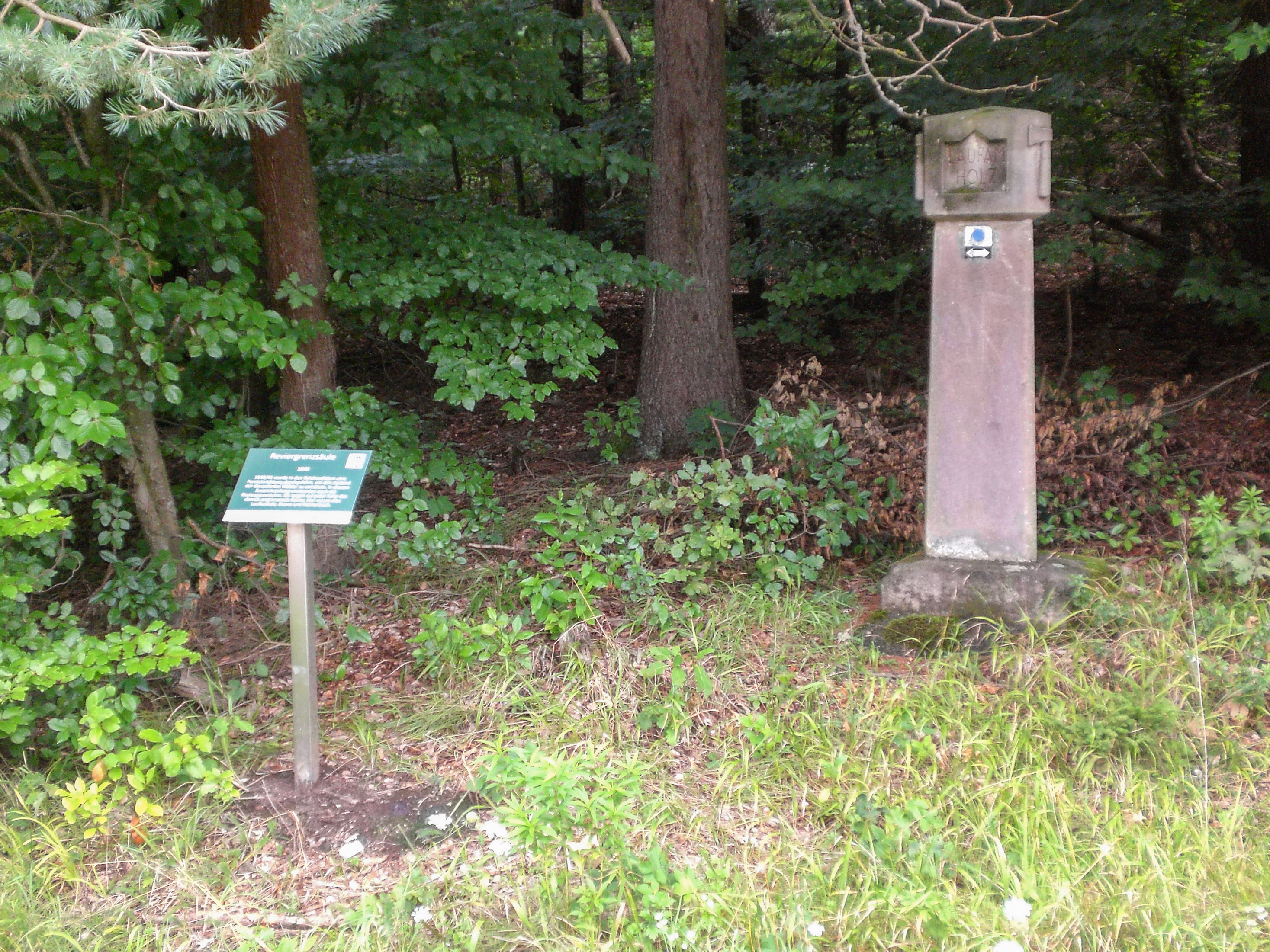
Forstreviergrenzstein Drei Hutbuchen